# Gare de Pont-Sainte-Maxence
La gare de Pont-Sainte-Maxence est une gare ferroviaire française de la ligne de Creil à Jeumont, située sur le territoire de la commune de Pont-Sainte-Maxence, à proximité immédiate des Ageux, dans le département de l'Oise, en région Hauts-de-France.
Elle est mise en service en 1847, par la Compagnie des chemins de fer du Nord.
C'est une gare de la Société nationale des chemins de fer français (SNCF), desservie par des trains TER Hauts-de-France.

## Situation ferroviaire
Établie à 32 mètres d'altitude, la gare de Pont-Sainte-Maxence est située au point kilométrique (PK) 61,869 de la ligne de Creil à Jeumont, entre les gares de Rieux - Angicourt et de Chevrières.

## Histoire

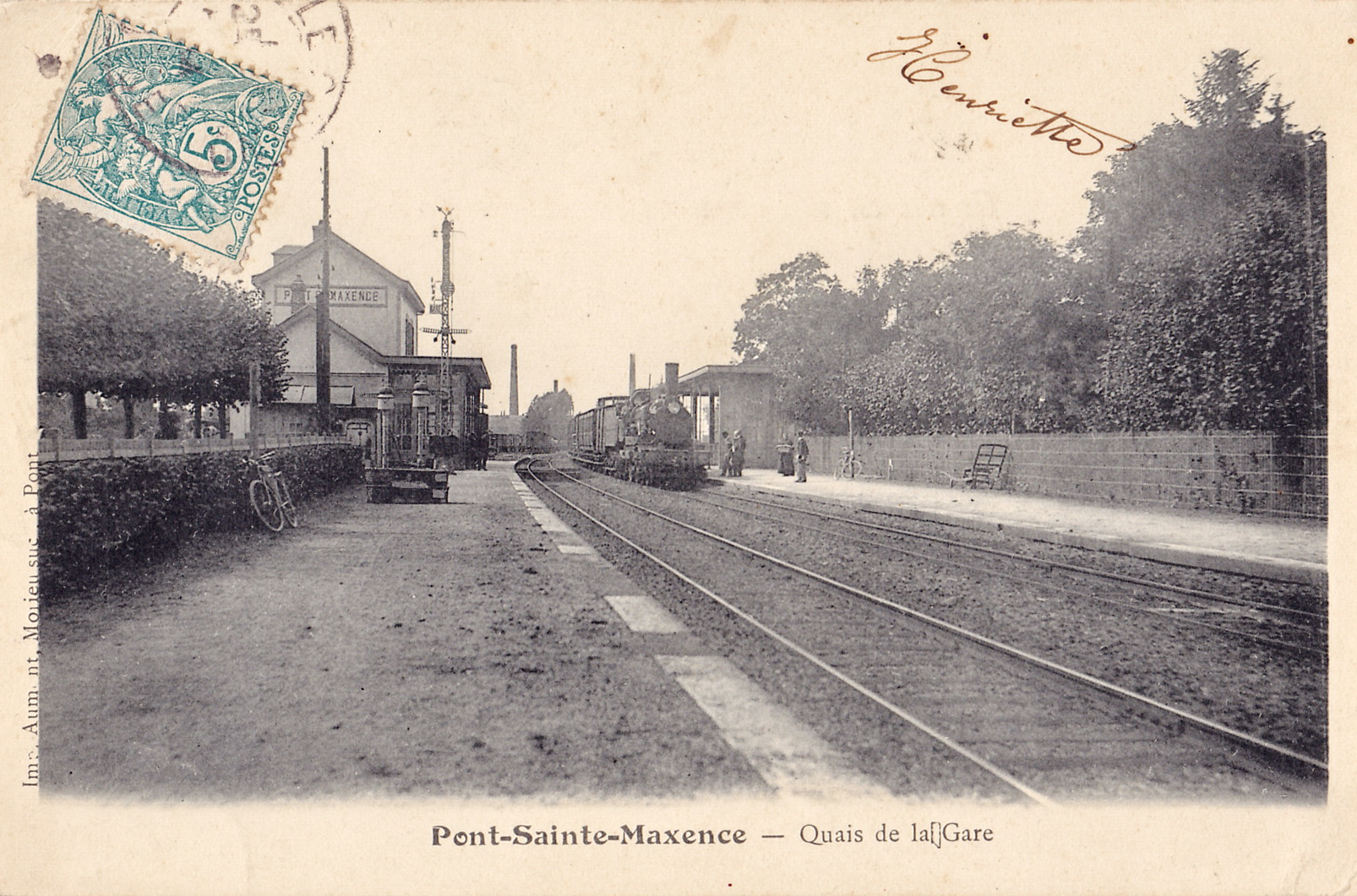
La gare, vers 1904.

La station de Pont-Sainte-Maxence est mise en service par la Compagnie des chemins de fer du Nord le 21 octobre 1847, lorsqu'elle ouvre la section de Creil à Compiègne de sa ligne désormais officiellement appelée la ligne de Creil à Jeumont.
Par ailleurs, la ligne de Compiègne à Roye-Faubourg-Saint-Gilles devait initialement être la ligne de Roye à Pont-Sainte-Maxence.
Après 1981, le corps central du bâtiment voyageurs est substantiellement modifié : l'étage et les combles sont supprimés, puis remplacés par une toiture à deux pans, tandis que les ailes conservent sans grande modification leur physionomie originelle.
En 2024 et 2025, des travaux d'accessibilité (notamment la construction d'une nouvelle passerelle équipée d'ascenseurs) se déroulent en gare.

## Fréquentation
Selon les estimations de la SNCF, la fréquentation annuelle de la gare s'élève aux nombres indiqués dans le tableau ci-dessous.
| Année                      | 2023      | 2022      | 2021    | 2020    | 2019      | 2018    | 2017      | 2016      | 2015      |
| -------------------------- | --------- | --------- | ------- | ------- | --------- | ------- | --------- | --------- | --------- |
| Nombre de voyageurs        | 882 979   | 849 576   | 711 240 | 595 440 | 845 482   | 779 736 | 842 384   | 822 315   | 836 052   |
| Voyageurs et non voyageurs | 1 103 724 | 1 061 970 | 889 050 | 744 300 | 1 056 853 | 974 670 | 1 052 981 | 1 027 894 | 1 045 065 |

## Service des voyageurs

### Accueil
Gare de la SNCF, elle dispose d'un bâtiment voyageurs, avec guichet, ouvert tous les jours. Elle est équipée d'automates pour l'achat de titres de transport.
Une passerelle permet la traversée des voies et le passage d'un quai à l'autre.

### Desserte
Pont-Sainte-Maxence est desservie par des trains TER Hauts-de-France, qui effectuent les liaisons suivantes :
- « Krono » :
  - Paris – Creil – Pont-Sainte-Maxence – Compiègne – Noyon – Chauny – Tergnier – Saint-Quentin – Aulnoye-Aymeries – Maubeuge et Paris – Creil – Pont-Sainte-Maxence – Compiègne – Noyon – Chauny – Tergnier – Saint-Quentin – Busigny – Caudry – Cambrai (K13),
  - Paris – Creil – Pont-Sainte-Maxence – Compiègne – Noyon – Chauny – Tergnier – Saint-Quentin (K14) ;
- « Citi » : 
  - Paris – Orry-la-Ville - Coye – Chantilly - Gouvieux – Creil – Pont-Sainte-Maxence – Compiègne (C13),
  - Paris – Orry-la-Ville - Coye – Chantilly - Gouvieux – Creil – Villers-Saint-Paul – Rieux - Angicourt – Pont-Sainte-Maxence – Chevrières – Longueil-Sainte-Marie – Le Meux - La Croix-Saint-Ouen – Jaux – Compiègne (C14) ;
- « Proxi » : Creil – Rieux - Angicourt – Pont-Sainte-Maxence – Chevrières – Longueil-Sainte-Marie – Le Meux - La Croix-Saint-Ouen – Compiègne –Longueil-Annel – Thourotte – Ribécourt – Ourscamps – Noyon – Appilly – Chauny – Tergnier – Mennessis – Montescourt –Saint-Quentin (P14).

### Intermodalité
En 2014 – 2016, la communauté de communes des pays d'Oise et d'Halatte a étendu le parking à 251 places de stationnement.
La gare est desservie par les lignes 1, 2 et Domibus, ainsi que par le service de transport à la demande TAD'OHM du réseau urbain de Pont-Sainte-Maxence (TOHM), mais également par les lignes 638, 640, 641, 6301 et 6323 du réseau interurbain de l'Oise.